# Веселовское сельское муниципальное образование
Веселовское сельское муниципальное образование — сельское поселение в Яшалтинском районе Калмыкии.
Административный центр — село Весёлое.

## География
СМО находится в южной части Яшалтинского района Калмыкии. Граничит на юге и западе — со Ставропольским краем, на северо-западе с Эсто-Алтайским СМО, на севере — с Берёзовским и Солёновским СМО, на востоке с Красномихайловским СМО. На территории СМО находится группа Бурукшунских лиманов (Мешок, Хурулюн и др.).

## История
Современные границы СМО установлены Законом Республики Калмыкия от 10 июня 2002 года № 201-II-З

## Население
| 2002 | 2010 | 2011 | 2012 | 2013 | 2014 | 2015 |
| ---- | ---- | ---- | ---- | ---- | ---- | ---- |
| 662  | ↗699 | ↗704 | ↗707 | ↘696 | ↘686 | ↘659 |
| 2016 | 2017 | 2018 | 2019 | 2020 | 2021 |      |
| ↘644 | ↘642 | ↘630 | ↗638 | ↘629 | ↘473 |      |

### Национальный состав
По данным Всероссийской переписи населения 2010 года:
| Национальность | Численность (чел.) | Процентное соотношение |
| -------------- | ------------------ | ---------------------- |
| Русские        | 211                | 30,19%                 |
| Калмыки        | 159                | 22,75%                 |
| Даргинцы       | 138                | 19,74%                 |
| Аварцы         | 95                 | 13,59%                 |
| Карачаевцы     | 25                 | 3,58%                  |
| Чеченцы        | 23                 | 3,29%                  |
| Другие         | 48                 | 6,86%                  |
| Всего          | 699                | 100,00%                |

## Состав сельского поселения
| № | Населённый пункт | Тип населённого пункта      | Население |
| - | ---------------- | --------------------------- | --------- |
| 1 | Весёлое          | село,административный центр | ↗586      |
| 2 | Зерновое         | село                        | ↘64       |
| 3 | Теегин Нур       | посёлок                     | ↘51       |

## Экономика
Основная отрасль экономики — сельскохозяйственное производство. Крупнейшим хозяйством, действующим на территории СМО, является СПК «Бурукшун».